# Joe Viterelli
Joseph Viterelli (El Bronx, Nueva York; 10 de marzo de 1937-Las Vegas, Nevada; 28 de enero de 2004) fue un actor estadounidense de ascendencia italiana conocido por interpretar papeles como gánster, como en la comedia Analyze This (1999) o en su secuela Analyze That (2002), donde hizo el papel de Jelly. Otras películas en las que hizo este tipo de papeles son El clan de los irlandeses (1990), Mobsters (1991) y Bullets Over Broadway (1994), como el capo mafioso Nick Valenti; actuó también en The Firm (1993), See Spot Run, Mickey Blue Eyes, Heaven's Prisoners y Amor ciego (2001), entre otras.
Antes de convertirse en actor, Viterelli se dedicaba a los negocios en la ciudad de Nueva York. Conoció al director Leo Penn (padre de Sean Penn), quien lo convenció de seguir una carrera como actor debido a su apariencia italiana única.
Viterelli murió el 28 de enero de 2004, a los 66 años, en el Valley Hospital de Las Vegas debido a complicaciones de una cirugía cardíaca que le habían realizado. Le sobrevivieron su esposa, Catherine, y cinco hijos, incluido su hijo, el compositor de música para películas Joseph Vitarelli, que escribe su apellido de forma diferente. Su último papel fue como mafioso en un anuncio del Super Bowl para Staples, y su última película fue Analyze That, de Harold Ramis.